# Rajshahi (provins)

Provinsen Rajshahis läge i Bangladesh.

Rajshahi (bengali: রাজশাহী) är en av åtta provinser (bibhag) i Bangladesh och är belägen i den nordvästra delen av landet. Provinsen hade 20 353 116 invånare vid folkräkningen år 2022, på en yta av 18 153,08 km². Administrativ huvudort och största stad är Rajshahi. Andra stora städer är Bogra, Chapai Nawabganj, Naogaon, Pabna och Sirajganj.

## Administrativ indelning
Provinsen är indelad i 9 distrikt, zila, som i sin tur är indelade i mindre administrativa enheter som kallas thana och upazila.
Distrikt (Zila):
- Bogra, Chapai Nawabganj, Joypurhat, Lalmonirhat, Naogaon, Natore, Pabna, Rajshahi, Sirajganj